# Sjarhorod
Sjarhorod (ukrainsk: Шаргород) er en by i det centrale Ukraine.
Den ligger i Zjmerynskyj rajon (distrikt) i Vinnytska oblast (provins).
Byen har et areal på 7 km2
og en befolkning på omkring 6.982 (2022) indbyggere.